# Sadovy (Jekaterinenburg)
Sadovy (Russisch: Садовый, "tuin") is een plaats (posjolok) in het uiterste noordoosten van het Russische stedelijk district Jekaterinenburg. Onder jurisdictie van de plaats bevinden zich verschillende collectieve tuinen. Tot een tijd geleden bevond zich er ook een grote vruchtenkwekerij-sovchoz. Waarschijnlijk is de naam van de plaats hiervan afgeleid. Door de plaats stroomt het riviertje Baltymka, die iets verderop in de Pysjma stroomt. In de plaats staat een kerk ter ere van de heilige Apostelgelijke Nina.
De plaats is bereikbaar vanaf Jekaterinenburg middels buslijn nr. 56 (UZTM-Sadovy).
In 2005 kregen inwoners van de plaats ruzie met de nabij gestationeerde tankeenheid nr. 42716 omdat deze tanks die naar treinplatforms werden gebracht over de openbare weg langs de plaats liet rijden. De rupsbanden zorgden ervoor dat het wegdek kapotging, waardoor het verkeer werd verstoord. Nabij de plaats werd in 2008 gebouwd aan de tweede vestiging van IKEA bij de stad.